# Kotlina (powiat lwówecki)
Kotlina (niem. Kessel) – wieś w Polsce położona w województwie dolnośląskim, w powiecie lwóweckim, w gminie Mirsk.

## Podział administracyjny
W latach 1975–1998 miejscowość administracyjnie należała do województwa jeleniogórskiego.

## Położenie
Wieś położona jest w Górach Izerskich, na północnych zboczach Grzbietu Kamienickiego, na północno-wschodnich zboczach Kotła.

## Historia
Kotlina to mała wieś o rozproszonej budowie na północnym zboczu Kotła. Podobno już książę Bolesław IV Kędzierzawy miał tu wznieść dwór myśliwski, ale faktycznie wieś powstała w XVIII wieku, założona przez Schaffgotschów, w związku z robotami górniczymi w okolicy.

## Zabytki
Do wojewódzkiego rejestru zabytków wpisany jest:
- zespół dawnego ośrodka turystycznego, tzw. Zameczek. W 1903 r. na wysokości 721 m n.p.m. powstało schronisko "Kesselschlossbaude" (obecnie "Zameczek") należąca do Bruona Röscha, przebudowane na hotel górski. W czasie II wojny światowej mieścił się tu dom wczasowy z restauracją i ośrodek dla samotnych matek, należący do NSV (Nationalsozialistische Volkswohlfahrt - organizacja pomocy społecznej w ramach NSDAP), po wojnie zaś ośrodek wypoczynkowy WRN, a potem duży ośrodek harcerski. Obecnie obiekt znajduje się w ruinie. Obok piękny i cenny drzewostan. W skład zespołu wchodzą:
  - budynek nr 1, tzw. Czerwony Domek
  - budynek nr 2, tzw. Pralnia
  - budynek nr 3, tzw. Baraczek
  - budynek nr 4, tzw. Hotelik
  - budynek nr 5, tzw. Łącznik
  - budynek nr 6, tzw. Zagroda
  - budynek nr 7, tzw. Stodoła
  - budynek nr 8, tzw. Zameczek, z 1930[7].

## Demografia
Według Narodowego Spisu Powszechnego (III 2011 r.) liczyła 30 mieszkańców. Jest najmniejszą miejscowością gminy Mirsk.